# Nejlepší obránce (ELH)
Nejlepší obránce je ocenění pro nejlepšího obránce české hokejové extraligy. Toto ocenění sponzoruje a uděluje Deník Blesk.

## Držitelé
| Sezóna    | Hráč             | Tým                          |
| --------- | ---------------- | ---------------------------- |
| 1993/1994 | Jiří Vykoukal    | HC Sparta Praha              |
| 1994/1995 | Antonín Stavjaňa | HC Dadák Vsetín              |
| 1995/1996 | Libor Zábranský  | HC České Budějovice          |
| 1996/1997 | Antonín Stavjaňa | HC Petra Vsetín              |
| 1997/1998 | František Kučera | HC Sparta Praha              |
| 1998/1999 | Martin Hamrlík   | HC Barum Continental Zlín    |
| 1999/2000 | František Kučera | HC Sparta Praha              |
| 2000/2001 | Aleš Píša        | HC IPB Pardubice             |
| 2001/2002 | Jaroslav Nedvěd  | HC Sparta Praha              |
| 2002/2003 | Petr Kadlec      | HC Slavia Praha              |
| 2003/2004 | Martin Hamrlík   | HC Hamé Zlín                 |
| 2004/2005 | Tomáš Kaberle    | HC Rabat Kladno              |
| 2005/2006 | Jan Novák        | HC Slavia Praha              |
| 2006/2007 | Lukáš Zíb        | Bílí Tygři Liberec           |
| 2007/2008 | Tomáš Žižka      | HC Slavia Praha              |
| 2008/2009 | Jiří Šlégr       | HC Litvínov                  |
| 2009/2010 | Jakub Nakládal   | HC Eaton Pardubice           |
| 2010/2011 | Lukáš Krajíček   | HC Oceláři Třinec            |
| 2011/2012 | Jan Kolář        | HC ČSOB Pojišťovna Pardubice |
| 2012/2013 | Tomáš Slovák     | HC Škoda Plzeň               |
| 2013/2014 | Petr Zámorský    | PSG Zlín                     |
| 2014/2015 | Adam Polášek     | HC Sparta Praha              |
| 2015/2016 | Jakub Jeřábek    | HC Škoda Plzeň               |
| 2016/2017 | Juraj Valach     | Piráti Chomutov              |
| 2017/2018 | Michal Gulaši    | HC Kometa Brno               |
| 2018/2019 | Ladislav Šmíd    | Bílí Tygři Liberec           |
| 2019/2020 | Brady Austin     | Rytíři Kladno                |
| 2020/2021 | Martin Gernát    | HC Oceláři Třinec            |
| 2021/2022 | Peter Čerešňák   | HC Škoda Plzeň               |
| 2022/2023 | Uvis Balinskis   | Bílí Tygři Liberec           |
| 2023/2024 | Jiří Ticháček    | Rytíři Kladno                |
| 2024/2025 | Aaron Irving     | HC Sparta Praha              |

## Souvislé články
Nejlepší obránce v československé hokejové lize